# Dream Team (wrestling)
Il Dream Team è stato un tag team di wrestling attivo dal 1985 al marzo 1987 nella World Wrestling Federation, composto da Brutus Beefcake e Greg Valentine. Il manager della coppia heel era "Luscious" Johnny Valiant.

## Formazione
Prima della costituzione del Dream Team, Greg Valentine, che aveva come manager Captain Lou Albano, vinse il WWF Intercontinental Championship sconfiggendo Tito Santana con il quale aveva in corso un brutale feud. Jimmy Hart sostituì Albano come manager di Valentine mentre questi era ancora campione. Brutus Beefcake passò alla WWF nel 1984 con manager Johnny Valiant.
Valiant e Hart misero per la prima volta in coppia Greg Valentine e Brutus Beefcake nel maggio 1985. I due cominciarono quindi una rivalità con Tito Santana e Junkyard Dog, entrambi contendenti al titolo Intercontinentale di Valentine. Al Maple Leaf Gardens di Toronto, il 21 aprile 1985 il Dream Team fu sconfitto da Santana e Ricky Steamboat. Il 6 luglio 1985 Santana riconquistò il titolo Intercontinentale in uno steel cage match e poco tempo dopo il Dream Team prese di mira i campioni mondiali di coppia WWF, gli U.S. Express (Barry Windham & Mike Rotunda).
Non molto tempo dopo Johnny Valiant divenne l'unico manager del Dream Team. Gli iniziali tentativi di conquistare le cinture tag team furono infruttuosi ma il 24 agosto allo Spectrum di Filadelfia Beefcake & Valentine sconfissero gli U.S. Express vincendo le cinture.
Immediatamente dopo la vittoria del titolo, il Dream Team venne sfidato dai The British Bulldogs (Davey Boy Smith & Dynamite Kid), spesso riuscendo a mantenere i titoli a causa di mezzi subdoli. Oltre ai Bulldogs, la coppia difese le cinture contro The Killer Bees e US Express. A WrestleMania 2, il 7 aprile 1986, Beefcake & Valentine furono sconfitti dai British Bulldogs e cedettero le cinture.
La rivalità tra i due team proseguì nel corso dell'estate 1986 con una serie di steel cage match. Una gag ricorrente del programma televisivo settimanale della WWF era il costante suggerimento da parte di Gorilla Monsoon che il Dream Team non avesse mai superato mentalmente la sconfitta a WrestleMania 2. Con il passare dell'estate il Dream Team si trovò ad affrontare i Killer Bees e la seconda versione degli US Express invece di lottare per l'oro. Agli inizi del 1987, il Dream Team cominciò un feud con The Fabulous Rougeaus (Jaques e Raymond). A loro si unì Dino Bravo, ultima entrata nella scuderia di Valiant, in occasione di qualche six-man tag match. La mancanza di successo nel riconquistare le cinture di coppia, per non parlare del fatto che Beefcake si sentiva oscurato dal nuovo arrivato Bravo, diede inizio alle tensioni all'interno della coppia.
A WrestleMania III il Dream Team e i Rougeau si scontrarono nuovamente, e prevalsero Beefcake & Valentine grazie all'interferenza di Dino Bravo. Al termine del match Bravo e Greg Valentine litigarono con Brutus Beefcake, estromettendolo dal team.

### The New Dream Team
Dopo aver scaricato Beefcake, Valentine e Bravo cominciarono a lottare con il nome "The New Dream Team", partendo bene sconfiggendo The Islanders in una serie di house show, dopodiché continuarono la lunga faida con i fratelli Rougeau durante l'estate, spesso in incontri a sei uomini con Beefcake che si univa ai Rougeau per affrontare Valentine, Bravo e Valiant. Ma la nuova incarnazione del tag team non riuscì a ripetere il successo dell'originale e si sciolse dopo Survivor Series.

### Reunion (2003–2013)
Valentine e Beefcake tornarono a lottare in coppia per la prima volta in 16 anni nel novembre 2003 sconfiggendo i Powers of Pain al The Road Warrior Hawk Memorial Show. In seguito furono battuti da Hacksaw Jim Duggan e Tito Santana al debutto nella Power Wrestling Alliance l'11 novembre 2005 a Dix Hills, New York. Il 9 novembre 2007 conquistarono il BCW Tag Team Championship della Brew City Wrestling, sconfiggendo Brandon Tatum & Dinn T. Moore. I titoli furono abbandonati poiché persero contro Hardcore Craig e Steve Stone il 12 gennaio 2008. Continuarono poi a lottare nel circuito indipendente. Il 20 luglio 2013 vinsero i titoli AWF Tag Team.

## Nel wrestling

### Mosse finali
- High knee (Beefcake)
- Figure-four leglock (Valentine)

### Manager
- "The Mouth of the South" Jimmy Hart
- Luscious Johnny V

## Titoli e riconoscimenti
- Alabama Wrestling Federation
  - AWF Tag Team Championship (1)[14]
- Brew City Wrestling
  - BCW Tag Team Championship (1)[15]
- Pro Wrestling Illustrated
  - 94º posto nella classifica dei migliori 100 Tag Team nei "PWI" Years del 2003.
- World Wrestling Federation
  - WWF Intercontinental Heavyweight Championship (1) - Valentine [16]
  - WWF World Tag Team Championship (1)[17]